# Panaxia lenzeni
Panaxia lenzeni är en fjärilsart som beskrevs av Daniel 1943. Panaxia lenzeni ingår i släktet Panaxia och familjen björnspinnare. Inga underarter finns listade i Catalogue of Life.